# روز شلوغ میبل
روز شلوغ میبل (به انگلیسی: Mabel's Busy Day) فیلمی کوتاه و صامت، به کارگردانی میبل نورماند با بازی چارلی چاپلین و تولید سال ۱۹۱۴ می‌باشد.

## داستان
چارلی در کنار زمین مسابقه اتومبیلرانی با چند پلیس درگیر می‌شود. از آنطرف، یک دختر می‌خواهد هات داگ‌هایش را بفروشد، اما نمی‌تواند و همه به او زور می‌گویند. چارلی می‌آید و از دختر دفاع می‌کند اما خودش خوراکی‌های او را می‌دزدد. دختر می‌رود و پلیس می‌آورد و چارلی با پلیس‌ها درگیر می‌شود و آنها را نقش زمین می‌کند. اما وقتی مظلومیت دختر را می‌بیند، به او کمک می‌کند.

## بازیگران
- میبل نورماند - دختر هات داگ فروش
- چارلی چاپلین - مزاحم تلو تلو خور
- چستر کانکلین - پلیس گروهبان
- اسلیم سامرویل - پلیس
- بیلی بنت - زن
- هری مک‌کوی دزد هات داگ
- والاس مک‌دونالد - تماشاگر
- ادگار کندی - مشتری سختگیر هات داگ
- ال سنت جان - پلیس
- چارلی چیس - تماشاگر
- مک سنت - مسئول
- هنری لرمن - تماشاگر